# Hans-Peter Pfammatter
Hans-Peter Pfammatter (* 1974 in Siders, Kanton Wallis) ist ein Schweizer Jazz-Pianist und Komponist.

## Leben und Wirken
Hans-Peter Pfammatter wuchs in Leuk auf und spielte dort als Kind zunächst Trompete, bevor er als Dreizehnjähriger zum Klavier wechselte. Er war Mitglied in verschiedenen Rock-, Pop- und Jazzbands und studierte von 1995 bis 1999 an der Jazzschule von Luzern. Später wirkte Pfammatter dann in Aufnahmen von Bänz Oester, Gilbert Paeffgen und Werner Hasler mit und trat in Konzerten gemeinsam mit Corin Curschellas, Ray Anderson, Christy Doran, Fredy Studer, Tony Overwater, Fee Claasen, Brad Dutz, Alexander Sipiagin und Tommy Meiers Root Down auf.
2001 wurde er Mitglied der Gruppe New Bag von Christy Doran, der er bis 2012 angehörte und mit der er fünf Alben veröffentlichte. Zusammen mit dem Klarinettisten Lucien Dubuis, dem Bassisten Urban Lienert und dem Schlagzeuger Lionel Friedli gründete er die Gruppe Scope, mit der er 2007 das Album Nu Gara herausbrachte. In der Elektrojazz-Gruppe Le Pot mit Trompeter Manuel Mengis, Lionel Friedli und Gitarrist Manuel Troller spielt er auch Synthesizer.
Daneben komponierte Pfammatter Musiken für Schauspiele (unter anderem Tag des Jammers mit Peter Schärli), Kurzfilme und Hörspiele sowie mehrere Streichquartette. Seit 2000 wirkt er als Dozent für Jazz-Piano an der Hochschule Luzern. Außerdem engagiert er sich seit 2019 im Vorstand der IGNM-VS resp. des internationalen Festivals für Neue Musik Forum Wallis.

## Diskographie (Auswahl)
- Bänz Oester Quintett: Max (1999, mit Donat Fisch, Philipp Schaufelberger und Norbert Pfammatter)
- The Wild Bunch: Ghosts (Migros 2001, mit Werner Hasler, Jürg Bucher, Philipp Schaufelberger, Bänz Oester, Samuel Rohrer)
- New Bag: Perspectives (between the lines 2004, mit Bruno Amstad, Wolfgang Zwiauer, Fabian Kuratli)
- Christy Doran, Fritz Hauser, Urs Leimgruber: Fourmi (Creative Works 2005)
- Lila: Lila (Unit 2007, mit Christoph Erb, Flo Stoffner, Julian Sartorius)
- Scope: Nu Gara, 2007
- New Bag: Take the Floor and Lift the Roof  (Double Moon 2011, mit Bruno Amstad, Vincent Membrez, Dominik Burkhalter)
- Peter Schärli Trio featuring Ithamara Koorax: O Grande Amor (TCB 2010)
- Hans-Peter Pfammatter, Markus Lauterburg: Süd (Unit 2014)
- Le Pot: She (Everest Records, 2014)
- Le Pot: Hera (Everest Records, 2015)
- Le Pot: Zade (Everest Records, 2016)